# Seguin (Kanada)
Seguin to gmina (ang. township) w Kanadzie, w prowincji Ontario, w dystrykcie Parry Sound.
Powierzchnia Seguin to 586,11 km².
Według danych spisu powszechnego z roku 2001 Seguin liczy 3698 mieszkańców (6,31 os./km²).